# Differenciálegyenlet
A differenciálegyenletek olyan egyenletek a matematikában (közelebbről a matematikai analízisben), melyekben az ismeretlen kifejezés egy differenciálható függvény, és az egyenlet a függvény és ennek deriváltja között teremt kapcsolatot. A problémák differenciálegyenletben való megfogalmazása a fizikában, mérnöki tudományokban, a közgazdaságtanban és még számos tudományban alapvető szerepet tölt be.

Egy rugóval rögzített test elmozdulását az időben (ha az energiaveszteségtől eltekintünk) egy típusú egyenlet írja le. Ennek megoldása például az és a függvény is

Hogy mennyire fontosak az alkalmazásaikban a differenciálegyenletek, jól példázza Newton második törvénye. Ez nem mond ki mást, mint, hogy az elmozdulás idő szerinti második deriváltja egyenesen arányos az erővel. Ha az erő minden pillanatban csak a test helyzetétől függ, akkor ez a differenciálegyenlet így írható:
{\displaystyle m{\ddot {x}}(t)=-kx(t)}
ahol:
{\displaystyle ~m} a rezgő test tömege,
{\displaystyle ~x(t)} a kitérés (út) függvénye az idő szerint
{\displaystyle ~k} az úgynevezett rugómerevség
{\displaystyle {\ddot {x}}(t)} a gyorsulás
az ismeretlen függvény az x(t), ennek t szerinti második deriváltja az {\displaystyle {\ddot {x}}(t)}.
és mindez csak akkor igaz, ha a tömeg nem változik, ha változik, akkor lásd: Newton törvényei.
A differenciálegyenletek nem kizárólag akkor jutnak szerephez, ha az időben folyamatosan változnak az állapotjelzők értékei, hanem olyan diszkrét (elkülöníthető lépésekben lezajló) folyamatok esetében is (mint mondjuk egy sakkjátszma, vagy a természetben élőlénypopulációk növekedése), amikor a folyamat meghatározó állapotjellemzőinek folytonosként való kezelése tömegméretekben kielégítő helyességgel írja le a folyamatot. Egy mennyiség és megváltozásának kapcsolatára vagy megfigyelések utalnak, vagy feltételeznek egy elméleti relációt a jellemzők között. Például a növekedés általában függ magától a populáció nagyságától – ez egy közvetlenül a tapasztalatból származó modell. A bolygómozgás differenciálegyenletei viszont a newtoni mechanikából eredeztethetők.
Általában egy (közönséges) differenciálegyenlet megoldását az y=y(x) alakban írjuk fel (szóban: y az x függvénye). Az egyenletben az y(x) jelölés helyett inkább csak az y-t használjuk. Feltesszük azonban, hogy y egy valós intervallumon értelmezett, legalább annyiszor differenciálható függvény, ahányadik deriváltja szerepel az egyenletben. Például az
{\displaystyle y'={\frac {1}{2y}}\,}
egy megoldása a (0,+∞)-en értelmezett (és ott differenciálható) {\displaystyle y(x)={\sqrt {x}}\,} függvény, egy másik a (2,+∞)-n értelmezett {\displaystyle y(x)={\sqrt {x-2}}\,} függvény.
Az egyenleteket kielégítő megoldásfüggvények csak a legegyszerűbb esetekben fejezhetők ki zárt alakban. Sok esetben szükségtelen is kiszámolni a konkrét megoldásokat, sokkal többet tudhatunk meg a folyamatokról, ha a megoldások kapcsolatait vizsgáljuk. Más esetben szükséges kiszámítani a megoldás konkrét értékeit. Mindkét feladatra számítógépes módszereket használnak, az első inkább kvalitatív, míg a második kvantitatív eredményt szolgáltat.

## Típusai
- Közönséges differenciálegyenlet. Ebben az esetben az egyenlet egy egyváltozós differenciálható függvényre van felírva. Például:

{\displaystyle y'(x)=\sin(xy(x))\quad \quad (y(x)=?)}
vagy
{\displaystyle x''(t)=-x(t)\quad \quad (x(t)=?)}
Az utóbbi a lineáris oszcillátor (mint például az ideális rugó vagy az ideális rezgőkör stb.) egyenlete.
- Parciális differenciálegyenlet. Ekkor az ismeretlen függvény többváltozós és az egyenletben szereplő deriváltjai parciális deriváltak. Például:

{\displaystyle {\frac {\partial z(x,y)}{\partial x}}+x{\frac {\partial z(x,y)}{\partial y}}=x^{7}\cdot y^{4}\quad \quad (z(x,y)=?)}
vagy
{\displaystyle \partial _{t}S(t,x)+H(t,x,\partial _{x}S(t,x))+{\frac {\sigma ^{2}}{2}}\partial _{xx}^{2}S(t,x)=0\quad \quad (S(t,x)=?)}
Az utóbbi a sztochasztikus Hamilton–Jacobi–Bellman-egyenlet.
- Algebro-differenciálegyenlet. A differenciálegyenlet mellett a megoldásnak az algebrai mellékfeltételeknek is eleget kell tennie.
- Késleltetett differenciálegyenlet. Itt az ismeretlen és deriváltja mellett azok időbeli eltoltjai is szerepelnek.

Példa a populációdinamikából:
{\displaystyle {\dot {x}}=-\mu x(t)+\alpha px(t-\tau )}
- Integro-differenciálegyenletek. Deriválás mellett integrálok is szerepelnek.

Erre példa az impulzusra felírt Schrödinger-egyenlet.
A különböző alkalmazási területeken további típusok is felmerülhetnek.

## Közönséges differenciálegyenletek típusai
- n-edrendűnek nevezzük a differenciálegyenletet, ha a benne szereplő magasabbrendű deriváltak között az n-edik a legnagyobb. Például:

{\displaystyle y'(x)=\mathrm {sh} (x)+y^{2}(x)\,} elsőrendű,
{\displaystyle y''(x)+y^{3}(x)y'(x)=\mathrm {tg} (x)\,} másodrendű,
{\displaystyle y^{(4)}+7y=0\,} negyedrendű.
- lineáris egy differenciálegyenlet, ha y (az ismeretlen függvény) és deriváltjai legfeljebb az első hatványon szerepelnek, és nem szerepel az egyenletben ilyen tényezők szorzata. Példa:

{\displaystyle \sin(x)y'(x)+x^{2}y(x)+{\sqrt {x}}=0\,} elsőrendű lineáris,
{\displaystyle e^{x}y''(x)+(x^{4}-x)y'(x)-{\frac {x+1}{x^{3}}}y(x)+\cos(x)=0\,} másodrendű lineáris.
- nemlineáris, ha nem lineáris. Példa:

{\displaystyle \mathrm {ctg} (x)y''(x)+x^{2}y(x)y'(x)=8\,},
{\displaystyle y''(x)=e^{\cos(xy^{2}(x))y(x)}\,}

### Bernoulli-féle differenciálegyenlet
A Bernoulli-féle differenciálegyenlet
{\displaystyle y'+p(x)y=r(x)y^{n}\,} (n ≠ 0,1)	(1)
közönséges, egyismeretlenes, elsőrendű, nemlineáris differenciálegyenlet.

### Riccati-féle differenciálegyenlet
A Riccati-féle differenciálegyenlet
{\displaystyle y'+p(x)y=r(x)y^{2}+h(x)\,}	(1)
közönséges, egyismeretlenes, elsőrendű, legfeljebb másodfokú differenciálegyenlet. Speciális esetei a lineáris és a Bernoulli-féle differenciálegyenletek.

### Euler-féle lineáris másodrendű differenciálegyenlet
Az Euler-féle lineáris másodrendű differenciálegyenlet egyismeretlenes, másodrendű közönséges differenciálegyenlet-típus:
{\displaystyle x^{2}y''+a_{1}xy'+a_{2}y=r(x)\,}  	 (1)
ahol {\displaystyle a_{1}\,} és {\displaystyle a_{2}\,} állandók.

## Közönséges, lineáris differenciálegyenletek típusai
- homogén lineáris differenciálegyenlet (függő változóban homogén), ha lineáris, de nincs benne sem kizárólag az x-től függő sem konstans tag. Példa:

{\displaystyle \sin(x)y'(x)-e^{x}y(x)=0\,} elsőrendű homogén lineáris,
{\displaystyle x^{3}y''(x)+{\frac {1}{x}}y(x)=0\,} másodrendű homogén lineáris.
- inhomogén lineáris differenciálegyenlet, ha van benne konstans, vagy x-től függő tag. Példa:

{\displaystyle \sin(x)y'(x)-e^{x}y(x)=\mathrm {tg} (x)\,} elsőrendű inhomogén lineáris,
{\displaystyle x^{3}y''(x)+{\frac {1}{x}}y(x)=x^{2}+5\,} másodrendű inhomogén lineáris.
- állandó együtthatójú lineáris differenciálegyenlet, ha az y és összes deriváltja együtthatója konstans. Példa:

{\displaystyle 3y'-7y=0\,} elsőrendű állandó együtthatós homogén lineáris,
{\displaystyle 9y''(x)+4y'(x)=5x^{12}\,} másodrendű állandó együtthatós inhomogén lineáris.

## Differenciálegyenletek megoldása
Differenciálegyenletet megoldani annyit tesz, mint meghatározni azokat a függvényeket, melyek a deriváltjaikkal együtt azonosan kielégítik az adott differenciálegyenletet. Ezeket a függvényeket tekintjük a differenciálegyenlet megoldásainak. Mivel a differenciálegyenletet általában integrálással oldjuk meg, a megoldást szokás a differenciálegyenlet integráljának is nevezni.
Az n-edrendű közönséges differenciálegyenlet általános megoldása az a függvény, mely pontosan n számú egymástól független állandót (paramétert) tartalmaz, és azonosan kielégíti az adott differenciálegyenletet.
Az n-edrendű közönséges differenciálegyenlet partikuláris megoldása az a függvény, mely legfeljebb n-1 számú egymástól független állandót (paramétert) tartalmaz, és azonosan kielégíti az adott differenciálegyenletet. Speciális esetben egyetlen paramétert sem tartalmaz a partikuláris megoldás. Általában (de nem mindig) az általános megoldás tartalmazza az összes partikuláris megoldást is, melyet úgy kaphatunk, hogy a paramétereknek konkrét értékeket adunk.
A differenciálegyenlet partikuláris megoldásának kiválasztásához feltételeket kell megadni. Egy n-edrendű közönséges differenciálegyenlethez meg lehet adni a független változó egy adott értékéhez tartozó függvényértéket, az első, második, …, (n-1)-edik derivált értékét. Ezeket nevezzük kezdeti feltételnek. Amennyiben mind az n számú adatot megadjuk, a partikuláris megoldás nem fog paramétert tartalmazni.
Az n-edrendű közönséges differenciálegyenlet egy partikuláris megoldását úgy is ki lehet választani, hogy legfeljebb n számú összetartozó (t, x(t)) értéket adunk meg, amit az x(t) partikuláris megoldásnak ki kell elégítenie. Ezeket nevezzük kerületi, illetve határfeltételeknek. Ha pontosan n számú kerületi feltételt adunk meg, a partikuláris megoldásban nem lesz paraméter.
Az elsőrendű {\displaystyle F(x,y,y')=0} közönséges differenciálegyenlet {\displaystyle \phi (x,y,c)=0} általános megoldása az x, y síkban egy egyparaméteres görbesereget határoz meg. Az itt megadható {\displaystyle y_{1}=y(x)} kezdeti feltétel geometriailag egy {\displaystyle P_{1}(x_{1};y_{1})} pont megadását jelenti, és így az egy kezdeti feltételt kielégítő partikuláris megoldás a görbeseregnek azt a görbéjét jelenti, amely áthalad az adott {\displaystyle P_{1}} ponton.
A másodrendű {\displaystyle F(x,y,y',y'')=0} közönséges differenciálegyenlet {\displaystyle \phi (x,y,A,B)=0} általános megoldása az x, y síkban egy kétparaméteres görbesereget határoz meg. Ebben az esetben a kezdeti feltétel geometriai jelentése egy {\displaystyle P_{1}(x_{1};y_{1})} pont és azon pontban a partikuláris megoldás érintője.

## Megoldási módszerek
- A változók szeparálása:

• Az y' = F(x, y) közönséges esetben akkor beszélünk a szeparábilis avagy szétválasztható változójú egyenletről, ha F előáll F(x, y)  = f(x)·g(y) szorzat alakban.
• Parciális differenciálegyenlet esetén a változók szeparálásán azt értjük, hogy a z = z(x, y) megoldásfüggvényt a z = f(x)·g(y) alakban keressük – ekkor az egyenlet szeparábilis megoldásait kapjuk meg.
- Egzakt differenciálegyenlet: akkor mondjuk az elsőrendű egyenletről, hogy egzakt, ha P(x, y)dx + Q(x, y)dy = 0 alakú, és ∂P/(∂y) = ∂Q/(∂x). Ekkor az implicit általános megoldás Φ(x, y) = konstans, akkor és csak akkor, ha ∂Φ/(∂x) = P és ∂Φ/(∂y) = Q.

## Szoftver
- ExpressionsinBar
- Maple:[3] dsolve
- SageMath[4]
- Xcas:[5] desolve(y'=k*y,y)